# モンテセレノ (カリフォルニア州)
モンテセレノ（Monte Sereno） は、アメリカ合衆国カリフォルニア州サンタクララ郡の都市。人口は3,137人（2024年推計）。サンノゼの南西16キロメートルに位置する高級住宅街。

## 概要
サンタクルーズ山地に属する標高790メートルのエルセレノ山の麓に沿って市域が拡がっている。市域は非常に小さく、99%が戸建ての住宅地となっており商業地は無いに等しい。
スペイン語でモンテは「丘」セレノは「静寂」を意味する。